# Zenner International
Zenner International ist ein weltweit tätiger Hersteller von Wasser- und Wärmezählern mit Sitz in Saarbrücken. Seit dem Zusammenschluss mit Minol Messtechnik agieren die Unternehmen als Minol-Zenner-Gruppe.

## Geschichte

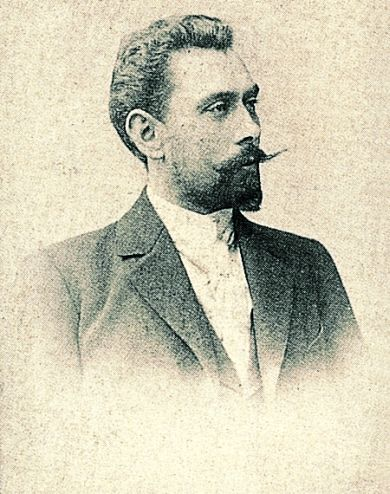
Karl Adolf Zenner

Karl Adolf Zenner gründete 1903 eine Vertriebsfirma für Wasserzähler. 1924 begann die Karl Adolf Zenner Wasserzählerfabrik mit der eigenen Produktion von Wasserzählern in einem Schuppen in Saarbrücken. Das Unternehmen zog im Jahr 1938 in ein Fabrikgebäude am Römerkastell in Saarbrücken um.
1950 übernahm der gleichnamige Sohn Karl Adolf Zenner die Geschäftsführung. Peter Zenner, der Enkel des Firmengründers, übernahm wiederum die Führung des Unternehmens im Jahr 1980.
Unter der Führung von Peter Zenner begann die Ausdehnung der Geschäftstätigkeit auf internationale Märkte. 1987 erfolgte die Gründung der ersten Tochtergesellschaften in Frankreich und Italien; weitere folgten 1990 in Ungarn, 1992 in Spanien, Vietnam und der Slowakei sowie 1993 in Polen. 1995 fiel der Startschuss für die Produktion von Wärmezählern. Im selben Jahr erfolgte die Gründung der ersten Tochtergesellschaft in China. Im Geschäftsjahr 2003 hatte das Unternehmen weltweit 1.200 Beschäftigte und 40 Tochterunternehmen. 2005 wurde die Zenner-Gruppe von der Minol Messtechnik übernommen und die Unternehmen bilden seitdem gemeinsam die Minol-Zenner-Gruppe.
Die Leitung der Gruppe übernahm die Zenner Verwaltungsgesellschaft mbH mit dem Geschäftsführer Alexander Lehmann. Im Jahr 2007 wurde die Fertigung von Saarbrücken nach Mulda verlegt. Die Verwaltung, der Vertrieb, die Entwicklung und das Produkt-Management verblieben am Standort in Saarbrücken. Seit 2012 ist Zenner auch in den USA vertreten. Die Firma Zenner USA mit Sitz in Addison (Texas) und einer Produktionsstätte in Banning (Kalifornien) produziert und vertreibt Wasserzähler und AMR-Systeme für den nord- und mittelamerikanischen Markt.
Mit der Gründung eines weiteren Unternehmensbereiches stieg Zenner Ende 2012 in den internationalen Markt für Gaszähler ein. Das gemeinsam mit dem chinesischen Fato-Konzern ins Leben gerufene Joint Venture, die Zenner Metering Technology Ltd. mit Sitz in Shanghai, produziert jährlich zwischen sechs und acht Millionen Gaszähler. Seit 2014 produziert Zenner außerdem Rauchwarnmelder und Sensoren.
2016 stieg das Unternehmen in den schnell wachsenden Markt des Internet der Dinge ein. Im Zuge der Digitalisierungsstrategie erwarb Zenner Ende 2016 bzw. Anfang 2017 Beteiligungen an den beiden Startup-Unternehmen SmartMakers in Karlsruhe und Tracknet in den USA, die beide auf Technologien im Bereich Internet der Dinge spezialisiert sind. Ab Mai 2017 folgten weitere Beteiligungen an den Unternehmen Zenner IoT Solutions in Hamburg sowie der Mannheimer Hessware GmbH. 2019 gründet die Minol-Zenner-Gruppe das Unternehmen Minol Zenner Connect GmbH, das in der Planung und dem Betrieb von LoRaWAN-Netzen tätig ist. 2023 fusionierten die Zenner Hessware GmbH und die Minol Zenner Connect GmbH zur Zenner Connect GmbH. Mit der Beteiligung der Minol-Zenner-Gruppe an der GP Joule Connect GmbH stieg Zenner auch in den Bereich der Elektromobilität ein.

## Unternehmensstruktur
Zenner International agiert seit dem Zusammenschluss mit Minol Messtechnik im Jahr 2005 als Minol-Zenner-Gruppe. Der Stammsitz der Firma ist seit 1903 Saarbrücken. Hier befindet sich das Verwaltungs-, Vertriebs- und Entwicklungszentrum. Seit 2007 befinden sich die Produktion und Logistik in Mulda (Sachsen).
Weitere Produktionsstätten betreibt Zenner International über Tochtergesellschaften unter anderem in China, Indien und den USA.
Im Jahr 2023 unterhielt das Unternehmen weltweit 38 Standorte.
Die Gesellschaft ist Mitglied der LoRa Alliance.

## Produkte und Dienstleistungen
Die Firma ist ein Hersteller von Wasser- und Wärmezählern, Heizkostenverteilern, Gaszählern, Rauchwarnmeldern sowie entsprechender Systemtechnik für die Fernauslesung und Verarbeitung der Zähler- und Gerätedaten. Zudem entwickelt und vertreibt Zenner International Sensoren für das Internet der Dinge sowie entsprechende Kommunikation und Infrastruktur (LoRaWAN, Wireless M-Bus, M-Bus).
Die Messgeräte für die Verbrauchserfassung und Systemsteuerung werden weltweit in über 90 Länder vertrieben. In rund 20 Ländern ist das Unternehmen mit eigenen Tochtergesellschaften vertreten.
Zur Zielgruppe gehören Stadtwerke, kommunale Wasserversorger, Energieversorgungsunternehmen, Contracting-Unternehmen, Fernwärmeunternehmen, Messdienste, Großhändler und Industrieunternehmen auf der ganzen Welt.